# امره اوزتورک (بازیکن فوتبال، زاده ۱۹۸۶)
امره اوزتورک (انگلیسی: Emre Öztürk؛ زادهٔ ۱ آوریل ۱۹۸۶) بازیکن فوتبال اهل ترکیه است.
از باشگاه‌هایی که در آن بازی کرده‌است می‌توان به باشگاه ورزشی گوزتپه، باشگاه فوتبال اس‌وی زاندهاوزن، باشگاه فوتبال وولفسبورگ، و باشگاه فوتبال ینی ملطیه‌اسپور اشاره کرد.